# Amizour
Amizour är en ort i Algeriet.   Den ligger i provinsen Béjaïa, i den norra delen av landet, 170 km öster om huvudstaden Alger. Amizour ligger 96 meter över havet och antalet invånare är 25 825.

## Terräng och klimat
Terrängen runt Amizour är kuperad. Runt Amizour är det tätbefolkat, med 286 invånare per kvadratkilometer. Närmaste större samhälle är Barbacha, 10,0 km sydost om Amizour. 